# メダル・オブ・オナー ヒーローズ
『メダル・オブ・オナー ヒーローズ』（Medal of Honor: Heroes）は、2007年2月8日にエレクトロニック・アーツから発売された一人称視点シューティングゲーム（FPS）。アメリカでは2006年10月23日に発売。

## ゲーム内容
キャンペーンではジョン・ベイカー 、ジミー・パターソン 、ウィリアム・ホルトの三人を指揮（操作）し、イタリア・ベルギー・オランダの各国からドイツ軍を追い出す。
PS2のヨーロッパ強襲から敵の手榴弾を投げ返す機能がついて便利になったが味方の手榴弾で死亡することが多い。装備は主武器（マシンガンなど）、副武器（ハンドガン）、手榴弾の3つ。途中に落ちている武器や倒した敵から奪うこともできる。
階級が上がったり勲章を手に入れたりするとクイックプレイ（CPU対戦）で選択できる服（軍曹、元帥、将軍、寝巻き、下着など）が増え、コレクション性もある。

## 登場人物
ジョン・ベイカー
声優：森川智之
キャンペーン、アバランチ作戦編の主人公。詳しいことはメダル・オブ・オナー アライドアサルト リロード2NDを参照。
ジミー・パターソン
声優：宮本充
キャンペーン、マーケット・ガーデン作戦編の主人公。詳しいことはメダル・オブ・オナー 史上最大の作戦を参照。
ウィリアム・ホルト
声優：小山力也
キャンペーン、バルジの戦い編の主人公。詳しいことはメダル・オブ・オナー ヨーロッパ強襲を参照。
クリストファー・ウィストン
階級は大尉。米軍戦略事務局に所属しており、本ゲームの作戦責任者である。本作各主人公の上官。